# Кашовские
Кашовские также Кашевские (пол. Kategoria:Kaszowscy herbu Janina‎) — польский дворянский род герба Янина.
Происходит от Ясканы из Кашовы, стольника Земли Краковской в начале XV века. Генрих Кашовский был инфлянтским каштеляном (умер в 1668), Ян-Теодор (умер в 1700) — подконюшим литовским.
Род Кашовских внесён в VI часть родословных книг Волынской, Ковенской, Тульской и Московской губерний.